# Mont Wilson (Colorado)
Ne doit pas être confondu avec pic Wilson.
Pour les articles homonymes, voir Mont Wilson et Wilson.
Le mont Wilson, en anglais Mount Wilson, est un sommet montagneux américain dans le comté de Dolores, au Colorado. Il culmine à 4 342 mètres d'altitude dans les monts San Miguel. Il est protégé au sein de la forêt nationale de San Juan et de la Lizard Head Wilderness.